# NGC 5818
NGC 5818 (другие обозначения — UGC 9643, MCG 8-27-46, ZWG 248.39, NPM1G +50.0301, PGC 53530) — линзообразная галактика (S0) в созвездии Волопас.
Этот объект входит в число перечисленных в оригинальной редакции «Нового общего каталога».
В галактике вспыхнула сверхновая SN 2013hr типа Ia, её пиковая видимая звездная величина составила 16,2.